# Mentières
Mentières est une commune française située dans le département du Cantal, en région Auvergne-Rhône-Alpes.

## Géographie

### Localisation
|       | Vieillespesse |         |
| Coren | Mentières     | Tiviers |
|       | Saint-Georges |         |

### Hydrographie
Le ruisseau de la Combe, le ruisseau de la Fontaine de Chadelat et le ruisseau des Trompettes sont les principaux cours d'eau parcourant la commune.
|                                  |
| Entrée de Mentières par la D150. |

|                                                                                       |
| Centre du village avec le monument aux morts, la mairie et l'église Sainte-Madeleine. |

### Climat
Pour des articles plus généraux, voir Climat d'Auvergne-Rhône-Alpes et Climat du Cantal.
En 2010, le climat de la commune est de type climat des marges montargnardes, selon une étude du CNRS s'appuyant sur une série de données couvrant la période 1971-2000. En 2020, Météo-France publie une typologie des climats de la France métropolitaine dans laquelle la commune est exposée à un climat de montagne ou de marges de montagne et est dans la région climatique Nord-est du Massif Central, caractérisée par une pluviométrie annuelle de 800 à 1 200 mm, bien répartie dans l’année.
Pour la période 1971-2000, la température annuelle moyenne est de 9 °C, avec une amplitude thermique annuelle de 15,7 °C. Le cumul annuel moyen de précipitations est de 756 mm, avec 9,7 jours de précipitations en janvier et 6,7 jours en juillet. Pour la période 1991-2020, la température moyenne annuelle observée sur la station météorologique de Météo-France la plus proche, sur la commune de Saint-Flour à 5 km à vol d'oiseau, est de 8,8 °C et le cumul annuel moyen de précipitations est de 800,3 mm,. Pour l'avenir, les paramètres climatiques de la commune estimés pour 2050 selon différents scénarios d'émission de gaz à effet de serre sont consultables sur un site dédié publié par Météo-France en novembre 2022.

## Urbanisme

### Typologie
Au 1er janvier 2024, Mentières est catégorisée commune rurale à habitat très dispersé, selon la nouvelle grille communale de densité à 7 niveaux définie par l'Insee en 2022.
Elle est située hors unité urbaine. Par ailleurs la commune fait partie de l'aire d'attraction de Saint-Flour, dont elle est une commune de la couronne,. Cette aire, qui regroupe 36 communes, est catégorisée dans les aires de moins de 50 000 habitants,.

### Occupation des sols
L'occupation des sols de la commune, telle qu'elle ressort de la base de données européenne d’occupation biophysique des sols Corine Land Cover (CLC), est marquée par l'importance des territoires agricoles (86,8 % en 2018), une proportion sensiblement équivalente à celle de 1990 (86,7 %). La répartition détaillée en 2018 est la suivante : 
prairies (68 %), zones agricoles hétérogènes (18,8 %), forêts (13,2 %). L'évolution de l’occupation des sols de la commune et de ses infrastructures peut être observée sur les différentes représentations cartographiques du territoire : la carte de Cassini (XVIIIe siècle), la carte d'état-major (1820-1866) et les cartes ou photos aériennes de l'IGN pour la période actuelle (1950 à aujourd'hui).

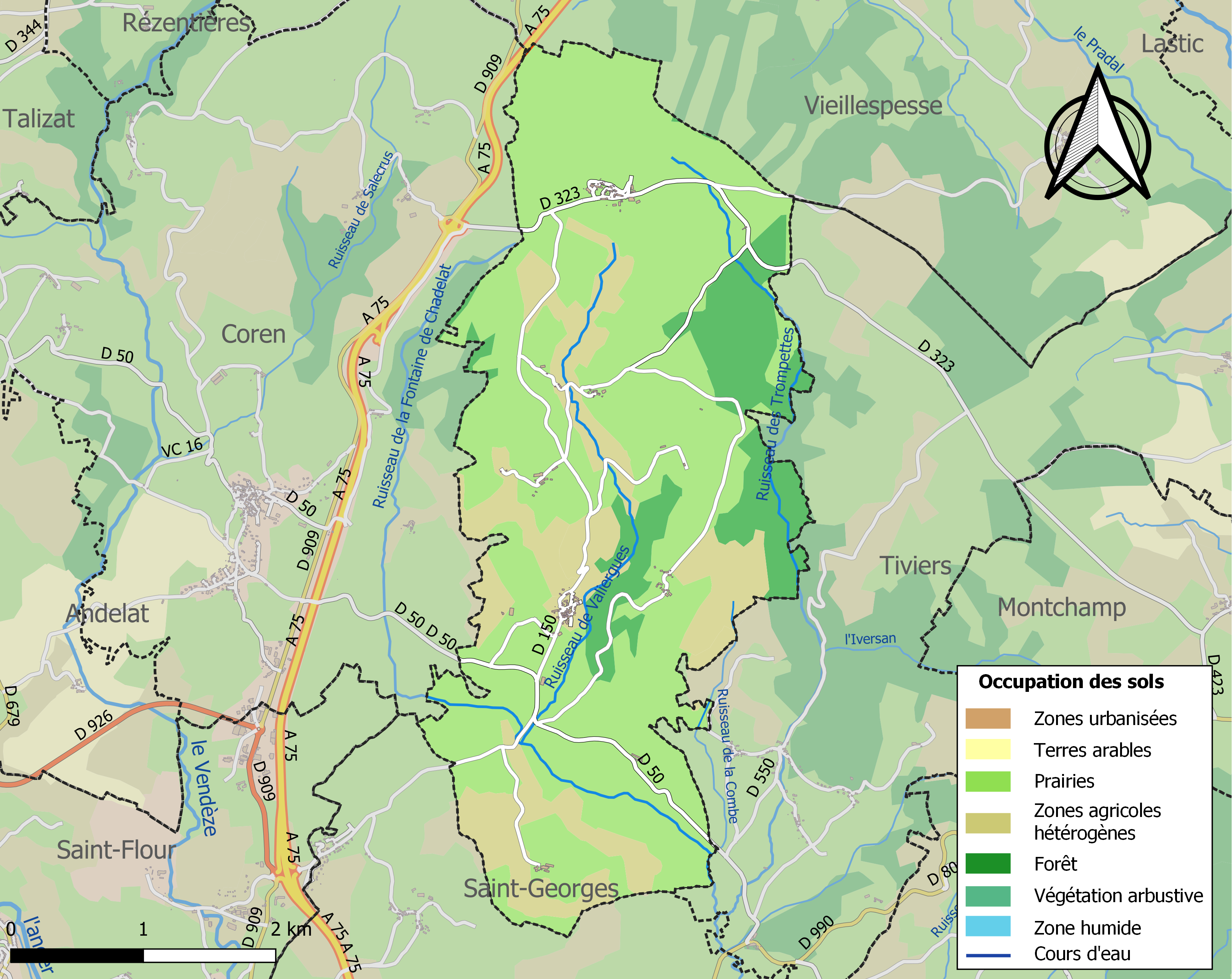
Carte des infrastructures et de l'occupation des sols de la commune en 2018 (CLC).

### Habitat et logement
En 2018, le nombre total de logements dans la commune était de 65, alors qu'il était de 67 en 2013 et de 65 en 2008.
Parmi ces logements, 80 % étaient des résidences principales, 15,4 % des résidences secondaires et 4,6 % des logements vacants. Ces logements étaient pour 96,9 % d'entre eux des maisons individuelles et pour 3,1 % des appartements.
Le tableau ci-dessous présente la typologie des logements à Mentières en 2018 en comparaison avec celle du Cantal et de la France entière. Une caractéristique marquante du parc de logements est ainsi une proportion de résidences secondaires et logements occasionnels (15,4 %) inférieure à celle du département (20,4 %) mais supérieure à celle de la France entière (9,7 %). Concernant le statut d'occupation de ces logements, 80,8 % des habitants de la commune sont propriétaires de leur logement (78,4 % en 2013), contre 70,4 % pour le Cantal et 57,5 pour la France entière.
| Typologie                                               | Mentières | Cantal | France entière |
| ------------------------------------------------------- | --------- | ------ | -------------- |
| Résidences principales (en %)                           | 80        | 67,7   | 82,1           |
| Résidences secondaires et logements occasionnels (en %) | 15,4      | 20,4   | 9,7            |
| Logements vacants (en %)                                | 4,6       | 11,9   | 8,2            |

## Histoire
La commune était traversée d'est en ouest par l'ancienne voie ferrée Saint-Flour - Brioude. Sur son tracé se trouvent trois tunnels,,, trois maisonnettes, des poudrières, un réservoir. Elle fut inaugurée le 1er juin 1910 et le dernier train y passera en 1940. Elle sera déclassée et déferrée en 1941 sur décision des forces d'occupation. Les rails ont servi en Algérie et au Maroc à construire la voie ferrée (de) de Bouarfa à Colomb-Béchar et à Khénifra. À Mentières, sa construction fut source de revenus pour les habitants : prestations, location de logement, vente de denrées alimentaires. Ils ont découvert le café grâce à ces travailleurs venus d'ailleurs[réf. nécessaire]. Depuis 1966, les tunnels ont été aménagés en cave d'affinage pour les fourmes de cantal.

## Politique et administration
| Période                                  | Période   | Identité       | Étiquette | Qualité |
| ---------------------------------------- | --------- | -------------- | --------- | --- |
| Les données manquantes sont à compléter. |           |                |           | |
| mars 2001                                | mars 2008 | Étienne Reol   |           | |
| mars 2008                                | juin 2020 | Michel Amarger | SE        | Agriculteur retraité                                                                                                |
| juin 2020                                | En cours  | Marina Besse   | DVD       | Agricultrice Conseillère départementale du canton de Saint-Flour-1 (2021- ) Suppléante de Jean-Yves Bony, député LR |

## Population et société

### Démographie

#### Évolution démographique
L'évolution du nombre d'habitants est connue à travers les recensements de la population effectués dans la commune depuis 1793. Pour les communes de moins de 10 000 habitants, une enquête de recensement portant sur toute la population est réalisée tous les cinq ans, les populations de référence des années intermédiaires étant quant à elles estimées par interpolation ou extrapolation. Pour la commune, le premier recensement exhaustif entrant dans le cadre du nouveau dispositif a été réalisé en 2007.

En 2022, la commune comptait 124 habitants, en stagnation par rapport à 2016 (Cantal : −1,08 %, France hors Mayotte : +2,11 %).
| 1793 | 1800 | 1806 | 1821 | 1831 | 1836 | 1841 | 1846 | 1851 |
| ---- | ---- | ---- | ---- | ---- | ---- | ---- | ---- | ---- |
| 344  | 272  | 297  | 294  | 294  | 330  | 334  | 311  | 327  |

| 1856 | 1861 | 1866 | 1872 | 1876 | 1881 | 1886 | 1891 | 1896 |
| ---- | ---- | ---- | ---- | ---- | ---- | ---- | ---- | ---- |
| 323  | 330  | 292  | 260  | 242  | 235  | 247  | 228  | 219  |

| 1901 | 1906 | 1911 | 1921 | 1926 | 1931 | 1936 | 1946 | 1954 |
| ---- | ---- | ---- | ---- | ---- | ---- | ---- | ---- | ---- |
| 235  | 229  | 257  | 250  | 203  | 209  | 201  | 189  | 182  |

| 1962 | 1968 | 1975 | 1982 | 1990 | 1999 | 2006 | 2007 | 2012 |
| ---- | ---- | ---- | ---- | ---- | ---- | ---- | ---- | ---- |
| 172  | 176  | 143  | 136  | 120  | 112  | 128  | 130  | 123  |

| 2017 | 2022 | - | - | - | - | - | - | - |
| ---- | ---- | - | - | - | - | - | - | - |
| 127  | 124  | - | - | - | - | - | - | - |

#### Pyramide des âges
La population de la commune est relativement jeune. En 2018, le taux de personnes d'un âge inférieur à 30 ans s'élève à 29,1 %, soit un taux supérieur à la moyenne départementale (27,0 %). À l'inverse, le taux de personnes d'un âge supérieur à 60 ans (26,7 %) est inférieur au taux départemental (35,5 %).
En 2018, la commune comptait 70 hommes pour 57 femmes, soit un taux de 55,12 % d'hommes, supérieur au taux départemental (48,87 %).
Les pyramides des âges de la commune et du département s'établissent comme suit :
| Hommes | Classe d’âge | Femmes |
| ------ | ------------ | ------ |
| 0,0    | 90 ou +      | 0,0    |
| 10,0   | 75-89 ans    | 8,8    |
| 15,7   | 60-74 ans    | 19,3   |
| 22,9   | 45-59 ans    | 28,1   |
| 20,0   | 30-44 ans    | 17,5   |
| 14,3   | 15-29 ans    | 10,5   |
| 17,1   | 0-14 ans     | 15,8   |

| Hommes | Classe d’âge | Femmes |
| ------ | ------------ | ------ |
| 1,2    | 90 ou +      | 3,1    |
| 10,1   | 75-89 ans    | 13,5   |
| 22,9   | 60-74 ans    | 22,6   |
| 21,8   | 45-59 ans    | 20,5   |
| 16,1   | 30-44 ans    | 15,2   |
| 13,8   | 15-29 ans    | 11,9   |
| 14,2   | 0-14 ans     | 13,3   |

## Culture locale et patrimoine

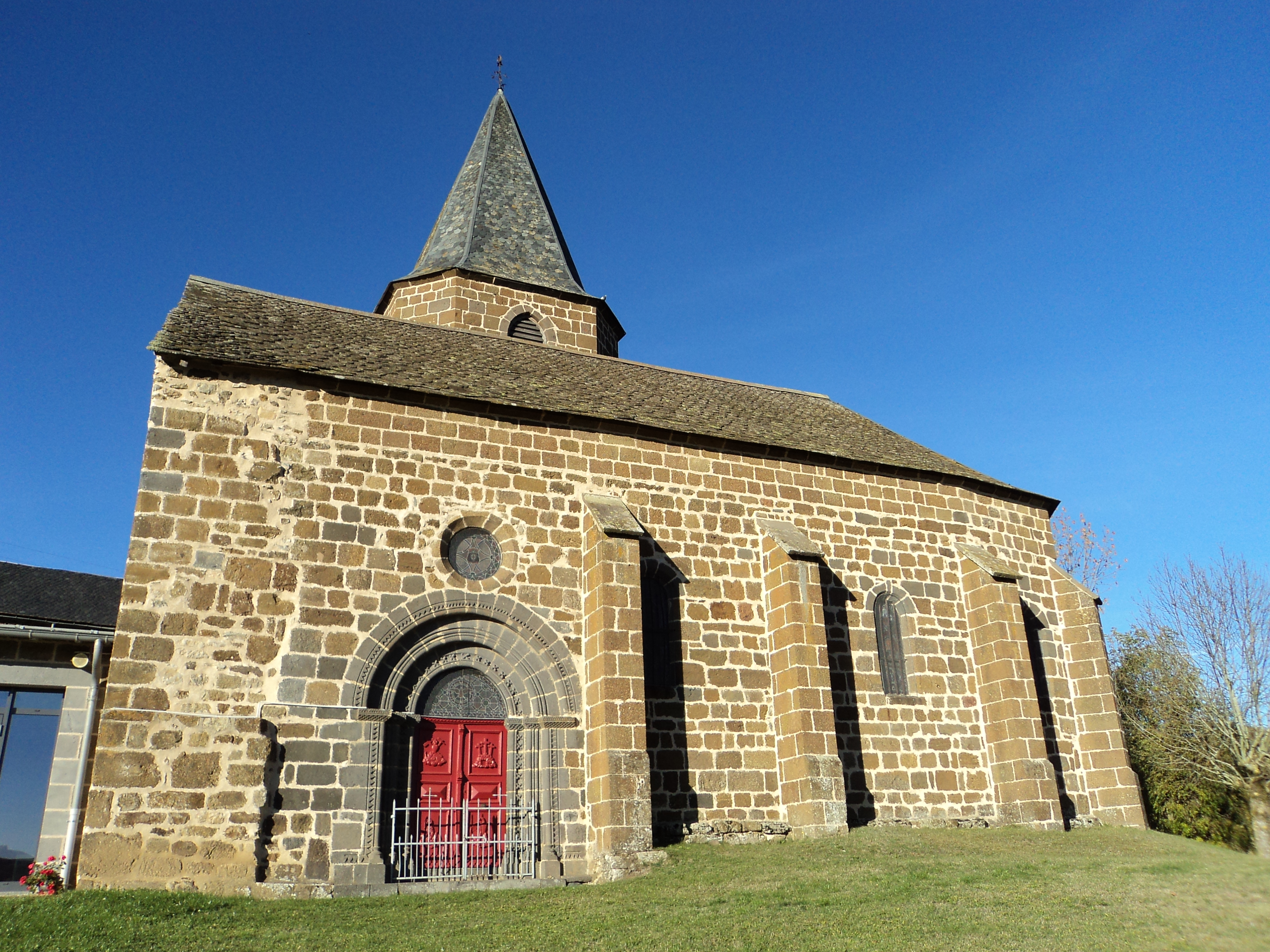
L'église Sainte-Madeleine.

### Lieux et monuments
- L'église Sainte-Madeleine[23], inscrite au titre des monuments historiques depuis le 10 novembre 1997[24]. Elle représente l'un des édifices romans les mieux préservés de la Margeride. Les chapiteaux, plus tardifs, sont intéressants par leur originalité[25].
- Rocheneire est un petit massif forestier situé au sud-est du village du Bouchet. Son nom signifie « roche noire ». Des livres anciens rapportent l'existence d'une carrière de marbre. Au sommet on découvre en effet, dans un cadre où le lichen abonde, les traces de son exploitation[26].

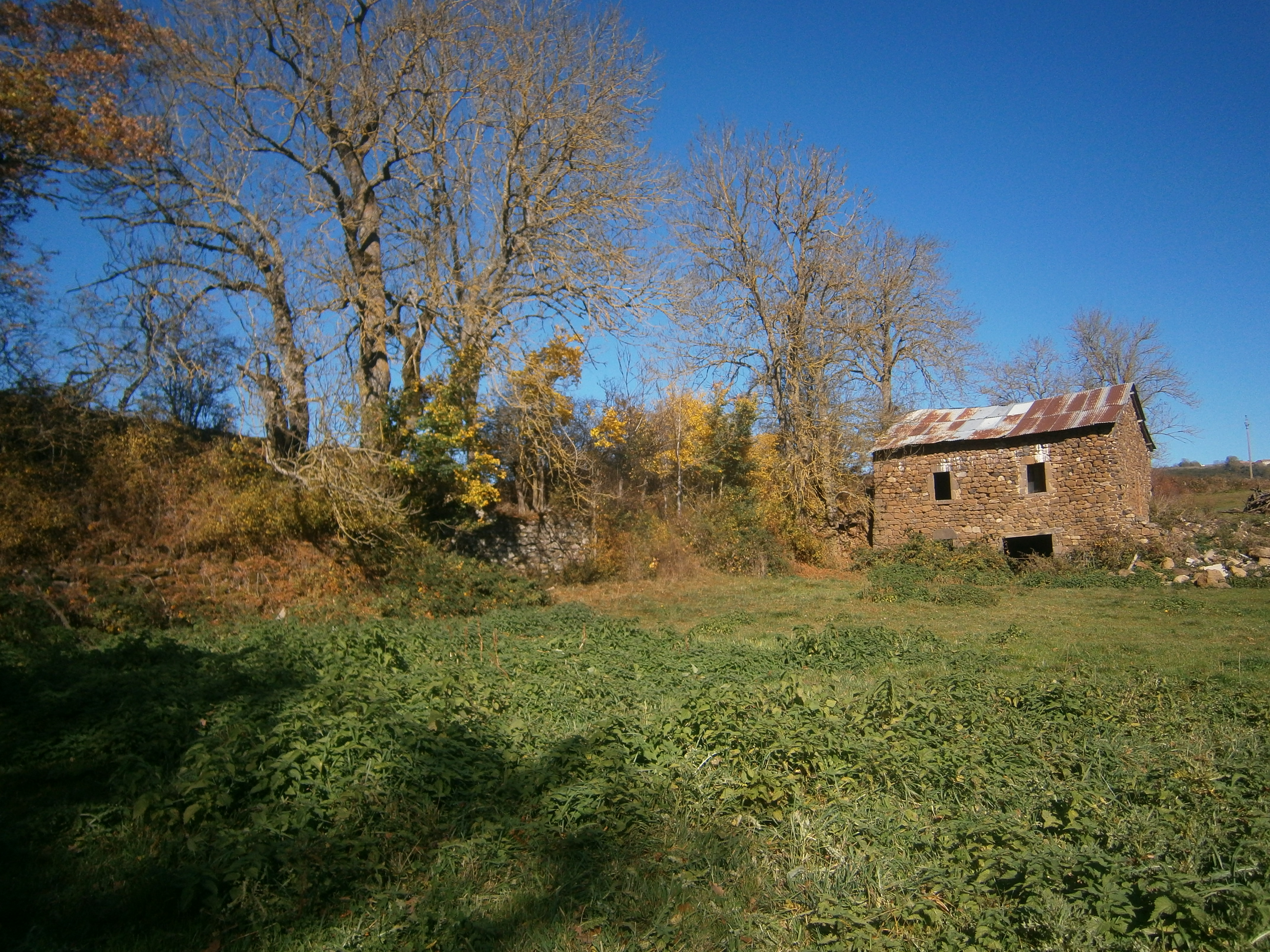
lieu-dit « le moulin »

- L'Étang ou le « Pichtier » : il s'agit d'un ancien étang artificiel de 4 à 5 ha construit sur le ruisseau de Chadelat. Les vestiges de sa digue éventrée subsistent encore aujourd'hui. Comme son nom l'indique il était destiné à la pêche. Autrefois la consommation de poissons était dictée par les pratiques religieuses : vendredi et 40 jours de carême. Au bord du lit du ruisseau on devine encore le moine, ouvrage qui permettait de régler le niveau de l'étang et de le vidanger. Une grosse pierre de taille, avec saignée de 5 ou 6 cm pour glisser les plateaux de bois ou les rondins, témoigne de son existence. Avec sa digue de 250 m, ce plan d'eau est doublé d'un aménagement très particulier et rare : une nasse. Du côté sud de la digue, un monticule crée une cloison à l’intérieur de l'étang, pareil à une jetée, formant ainsi une cuvette qui d’après la topographie avait sa propre vidange. Cette petite retenue d'eau de faible profondeur, un piège en fait, facilitait la capture du poisson sans vider entièrement le « pichtier ». Elle servait aussi en été de routoir pour le rouissage du chanvre. Ses eaux s'évacuaient par le raza de la « serbe », nom vernaculaire du routoir. Au nord de la digue, un aqueduc ou béal, encore présent, alimentait en eau un moulin situé en contrebas. Ce complexe hydraulique est-il l'œuvre des moines présents au prieuré de Mentières en 1180 ou de ceux de l'abbaye de Saint-Flour ?[réf. nécessaire]

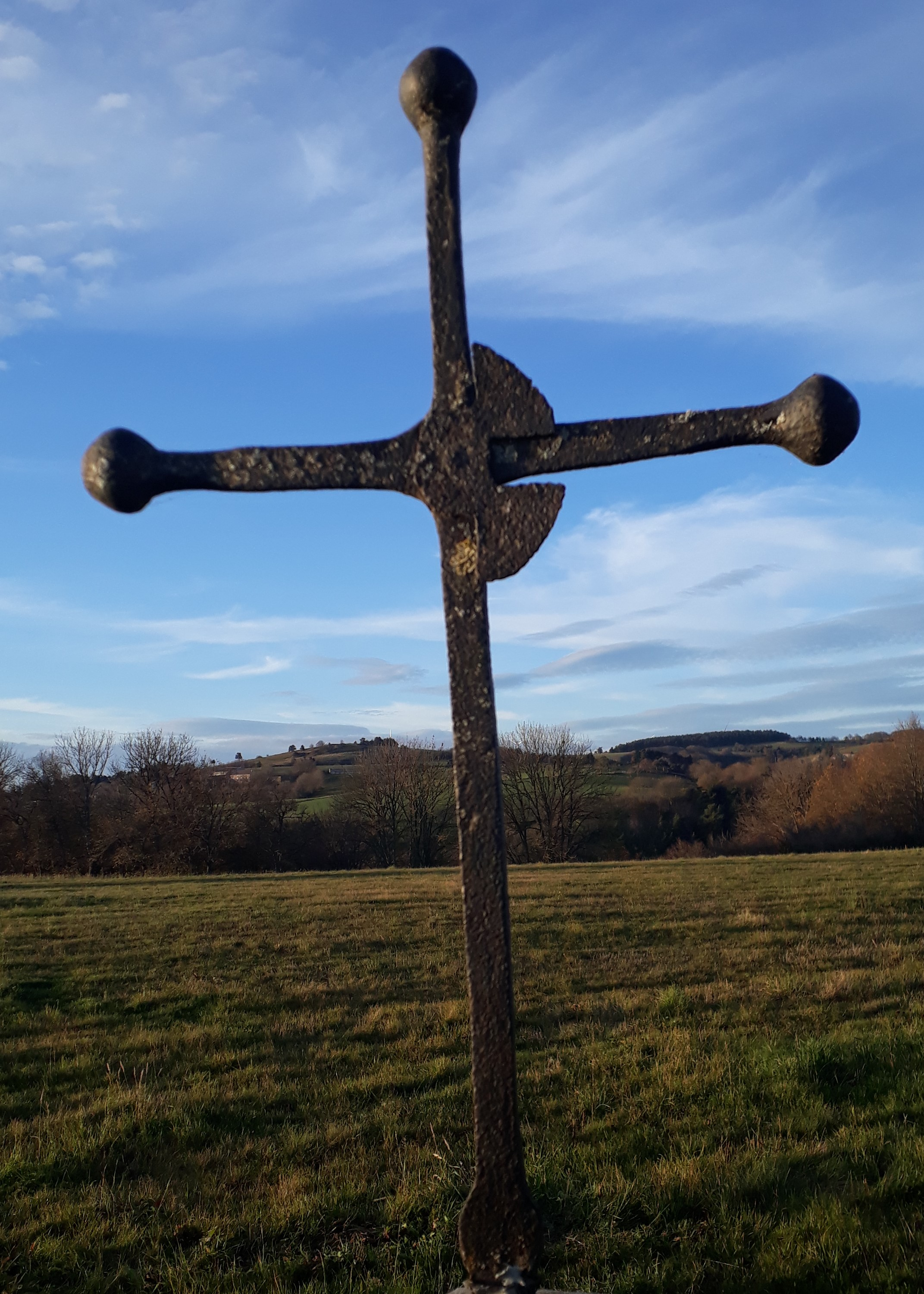
La croix de La Garde

- La croix de La Garde en arrivant à Termengros : Dans le Haut Moyen Age, la seigneurie de Montagnac s'étend de La Pierre Plantée, en limite de Vieillespesse, jusqu'à Termengros qui signifie (terminus-agros) « à l'extrémité des terres cultivées ». À proximité de ce village et sur un site dominant, Le seigneur de Montagnac fait aménager un poste de guet pour "garder" ses biens. Comme le veut la tradition, l'endroit est par la suite christianisé par cette magnifique et très originale croix — Mais que signifie le demi-disque riveté sur son axe ?[réf. nécessaire]